# Thecla fassli
Thecla fassli är en fjärilsart som beskrevs av Druce 1912. Thecla fassli ingår i släktet Thecla och familjen juvelvingar. Inga underarter finns listade i Catalogue of Life.